# Ceratostylis curvimentum
Ceratostylis curvimentum är en orkidéart som beskrevs av Johannes Jacobus Smith. Ceratostylis curvimentum ingår i släktet Ceratostylis och familjen orkidéer. Inga underarter finns listade i Catalogue of Life.